# Calle de Hortaleza
La calle de Hortaleza es una vía pública de la ciudad española de Madrid, situada en el barrio de Justicia, que discurre, en dirección sur-norte, desde el núcleo de la red de San Luis, en la Gran Vía hasta la plaza de Santa Bárbara, corriendo casi paralela a la calle de Fuencarral al oeste y el barrio de Chueca al este. Toma su nombre de haber sido en su origen un camino vecinal en dirección al pueblo de Hortaleza. A la altura del número 63 se encuentra el gran espacio museístico, docente y de servicios municipales creado por el COAM con la rehabilitación total de las Escuelas Pías de San Antón.

## Historia
El camino y calle de Hortaleza aparecen ya así rotulados en el plano de Texeira de 1656 y en el de Espinosa (1769).
En mayo de 1623, por decisión de Francisco de Contreras, presidente del Consejo de Castilla, se trasladó al nuevo edificio del número 33 de esta calle el convento de las Recogidas de Santa María Magdalena, «casa real para mugeres arrepentidas, vulgo Recogidas»,, que antes habían estado en la calle del Arenal, en el conjunto del Hospital de Peregrinos. Cuenta Mesonero Romanos que en aquel casón de las Recogidas murió el capellán de monjas y poeta Francisco Gregorio de Salas. Adquirido a finales del siglo XX por la UGT, se reconstruyó todo su interior, incluida la antigua iglesia, para albergar hasta 2016 la sede confederal del sindicato.

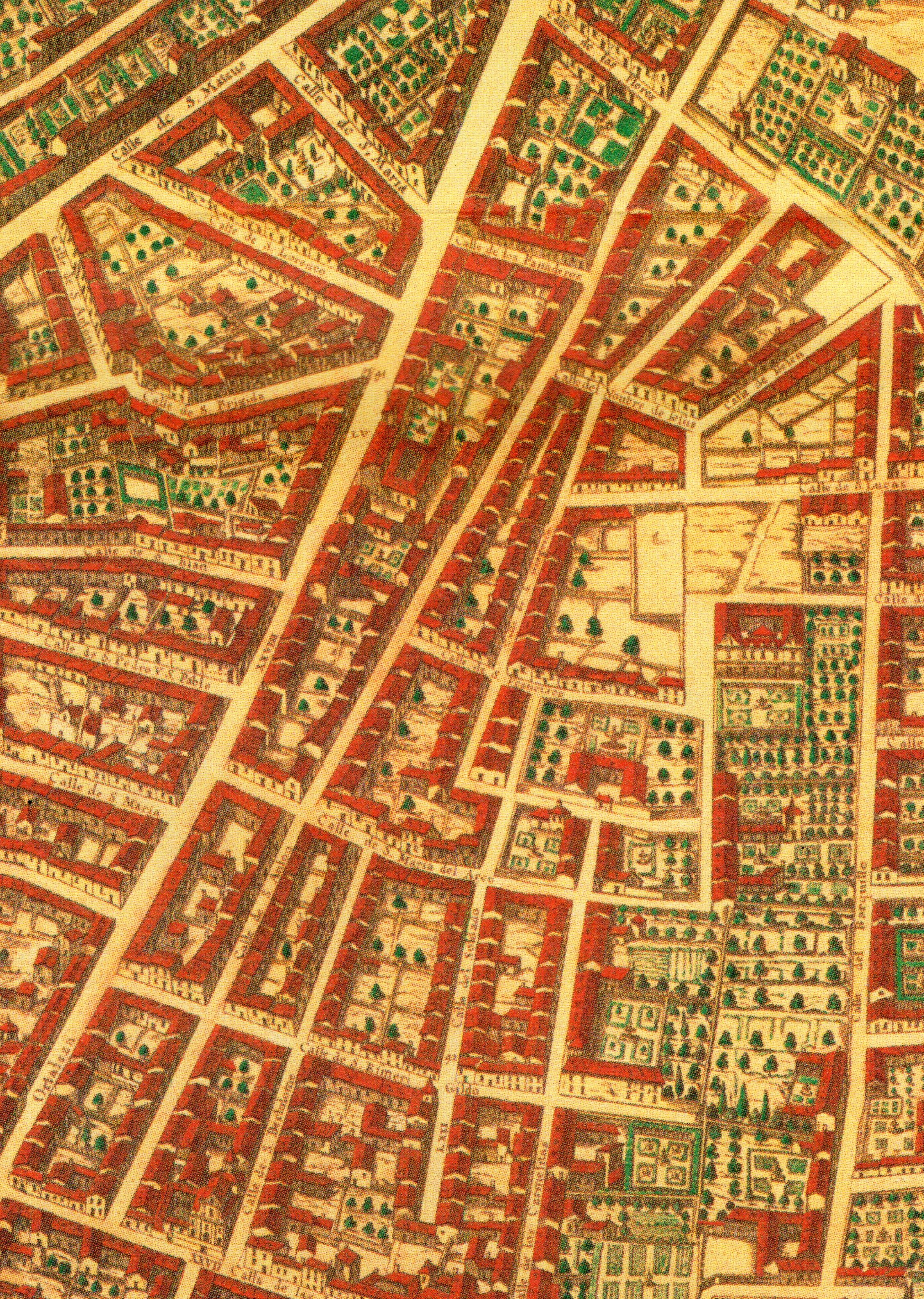
Tramo central de la calle de Ortaleza en 1656, en el plano de Texeira.

Otro edificio histórico fue el antiguo hospital de leprosos y luego colegio de los escolapios, totalmente rehabilitado en el inicio del siglo XXI como sede del Colegio de Arquitectos de Madrid y zona municipal de servicios vecinales, conserva en el chaflán con la calle de Santa Brígida una fuente con dos delfines, hecha hacia 1900, que sustituyó a la anterior fuente de los Galápagos, obra de Ventura Rodríguez de 1772.
Durante el reinado de Carlos III existió en esta calle un laboratorio químico. Casi un siglo después, el 17 de octubre de 1815, el conde de Moctezuma de Tula y de Tultengo otorgó licencia para establecer la fábrica de cerveza Santa Bárbara en su tramo inicial, antiguo número 2 de esta calle. Se conserva, a la altura de los números 81-83, la Casa de Misericordia de Santa Isabel creada en 1859 como asilo y colegio para niñas pobres.
Fue, a pesar de su estrechura, una de las primeras vías en disponer de tendido y servicio de tranvías en el siglo XIX.
De entre sus ilustres vecinos, pueden mencionarse el pintor flamenco Juan Bautista de Wael, que hizo testamento el 11 de enero de 1697 en su casa de esta calle, y el marino expedicionario Juan de Ayala, que con Bruno de Heceta navegó en 1775 la costa del océano Pacífico de la zona norte de la Alta California. También se albergó en la casa de la embajada portuguesa que allí tuvo territorio, el último rey de Portugal en 1910, pocas semanas antes de ser destronado.

## Edificios

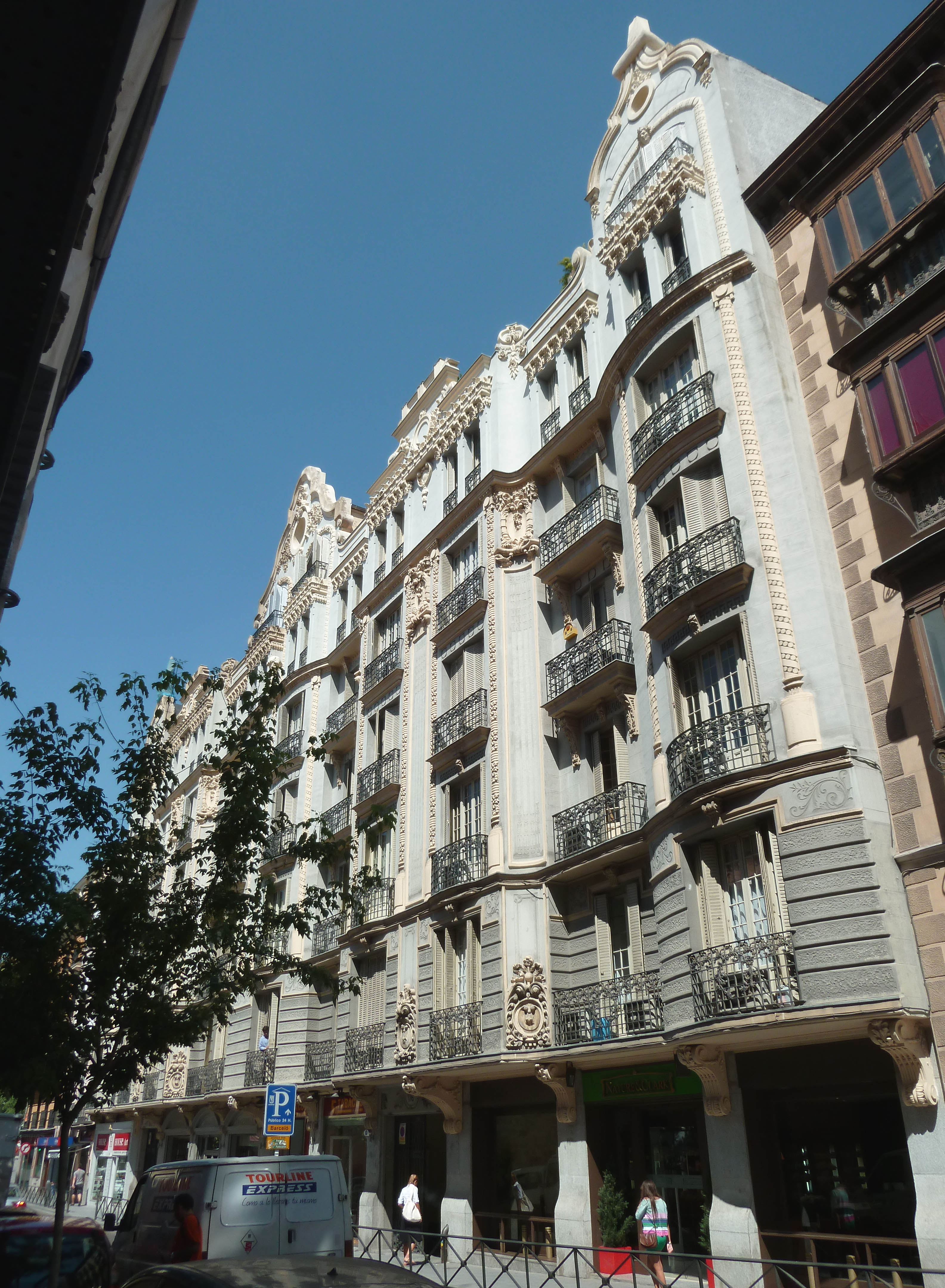
Fachada del edificio del n.º 106–108 de la calle de Hortaleza, proyectado en 1912 por el arquitecto Joaquín Saldaña y López y construido de 1912 a 1915.

Destaca el antiguo complejo de las Escuelas Pías de San Antón y la anexa iglesia de San Antón (construida por Pedro de Ribera en 1740 y remodelada a principios del siglo XIX), que situado en la manzana entre Hortaleza, Santa Brígida y la calle de la Farmacia, ocupa una superficie de 5878,06 m², cuya rehabilitación incluyó servicios municipales como una escuela infantil, una escuela de música, una piscina cubierta, un patio central ajardinado y un centro de mayores. La reforma, iniciada en 2008, fue obra del arquitecto Gonzalo Moure. También pueden mencionarse edificios de viviendas como el proyectado por Joaquín Saldaña entre 1912-1915 y conservado en los números 106-108; o el de Arturo Pérez Merino entre 1912-1914 en el número 96, en cuya fachada destacan la carpintería, la rejería, azulejería y las molduras con motivos florales y cobras. Llegando ya Mejía Lequerica, tiene fachada el Palacio del Conde de Villagonzalo ocupando los números 85-87, y diseñado por Juan de Madrazo y Kuntz.
De los edificios desaparecidos mencionados por el cronista Répide, se citan la casa de Astearena y el palacio condal de Santa Coloma (en cuyo solar se construyó el Círculo de la Unión Mercantil entre 1919 y 1924), ambos en el comienzo de la calle.

## Paseantes, cafés y librerías
Más de cuatro siglos de historia y casi un kilómetro de vía le han dejado a la calle de Hortaleza una nómina cultural de paseantes, la mayoría involuntarios y jóvenes, como lo fueron los alumnos de las Escuelas Pías, curiosa lista en la que se leen nombres como el escritor francés Víctor Hugo (entre 1811-1813), paladines del Romanticismo español como Bretón de los Herreros, Ventura de la Vega o Mariano José de Larra; personalidades de la talla de Eduardo Dato o Gutiérrez Mellado o el arabista Emilio García Gómez; pintores como Eduardo Rosales y músicos como Conrado del Campo o Federico Moreno Torroba, gente del teatro como Juan José Alonso Millán o Francisco Serrano Anguita, alias Tartarín... En la abultada lista de alumnos se codean los “hombres de provecho” con “ovejas negras” de diversa lana como Ramón Gómez de la Serna, Enrique Jardiel Poncela, Fernando Arrabal o Moncho Alpuente.

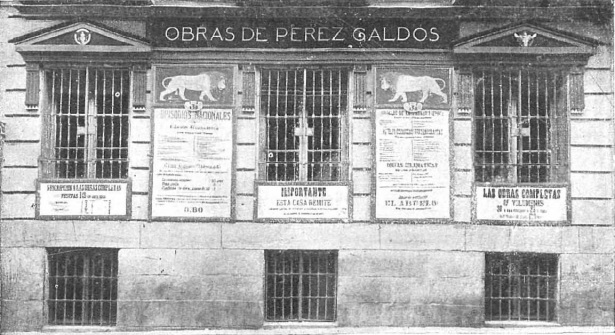
Casa editorial de las obras de Galdós. Fotografía de Christian Franzen.

Más maduro aunque quizá también involuntario paseante en esta calle fue Benito Pérez Galdós que tenía en el bajo del número 32 su editorial y librería. Otros escritores, artistas, periodistas y tertulianos  que sin duda frecuentaron sus aceras hubieron de ser muchos de los parroquianos y adictos a los cafés que durante el siglo XIX y el XIX tuvo la calle de Hortaleza:
- El Café de Bilbao, documentado desde 1843 y mencionado por Fernández de los Ríos en 1874, en el número 17 y con entrada también por Infantas.
- El popular Café Colón, café-teatro y café cantante, en la esquina con la que fuera calle de Santa María del Arco.
- El Café del Vapor, también en Hortaleza esquina a la calle de las Infantas.
- El Café de la Marina, en el número 4 en chaflán con la calle de la Reina.
- El Café de Galicia, en el número 26, donde se reunían los afiliados al “Centro Gallego Obrero” al comienzo del siglo XX.
- El Café Moderno, en el número 61, punto de reunión de los republicanos del barrio.
- El Café de Santa Bárbara, casi al final de la calle, en el número 61.

En el inicio del siglo XXI este decadente capítulo aun puede evocarse en la librería "Pérez Galdós", fundada por los descendientes del escritor canario en 1942, o en el pequeño espacio dedicado a temática gay de la librería Berkana".